# Laura Mvula
Laura Douglas (Birmingham, Inglaterra, 23 de abril de 1986), más conocida como Laura Mvula, es una cantante y compositora británica, que llamó la atención del público a finales de 2012. Su álbum debut, Sing to the Moon, salió en marzo de 2013 y las críticas fueron muy favorables, granjeándole reconocimiento internacional con reseñas entusiastas. Sing to the Moon tuvo una buena acogida en Reino Unido, donde ingresó entre las 10 principales en la lista de álbumes y fue certificado oro por sus ventas.

## Biografía

### Infancia e inicios artísticos
Laura Douglas  nació el 23 de abril de 1986 en la ciudad inglesa de Birmingham en Reino Unido, de madre sancristobaleña y de padre jamaicano. Fue la primera hija del matrimonio conformado por Elford Douglas, un coordinador de crianza por el Consejo del Condado de Worcestershire, y Paula, una maestra. Se crio en los suburbios de Selly Oak y Kings Heath en Birmingham, junto con su hermano James (c. 1988) y su hermana Dionne (c. 1990), ambos músicos, que forman parte de su banda en vivo. Mvula creció en una familia religiosa y amante de la música. De pequeña, mostró signos de tener grandes aptitudes para la música y tuvo la influencia de su padre, quien solía poner en casa una variedad de discos de música clásica de artistas como Etta James, Miles Davis y de los Carpenters. Además, Elford acostumbraba a tocar el piano en casa y Mvula lo escuchaba con mucha atención, fomentando los primeros pasos musicales de su hija, quien al ingresar en la escuela primaria, comenzó a recibir clases de piano y de violín, y fue considerada una estudiante modelo. Mvula también recibió cierta influencia de su madre, quien era una aficionada de las obras de Diana Ross.

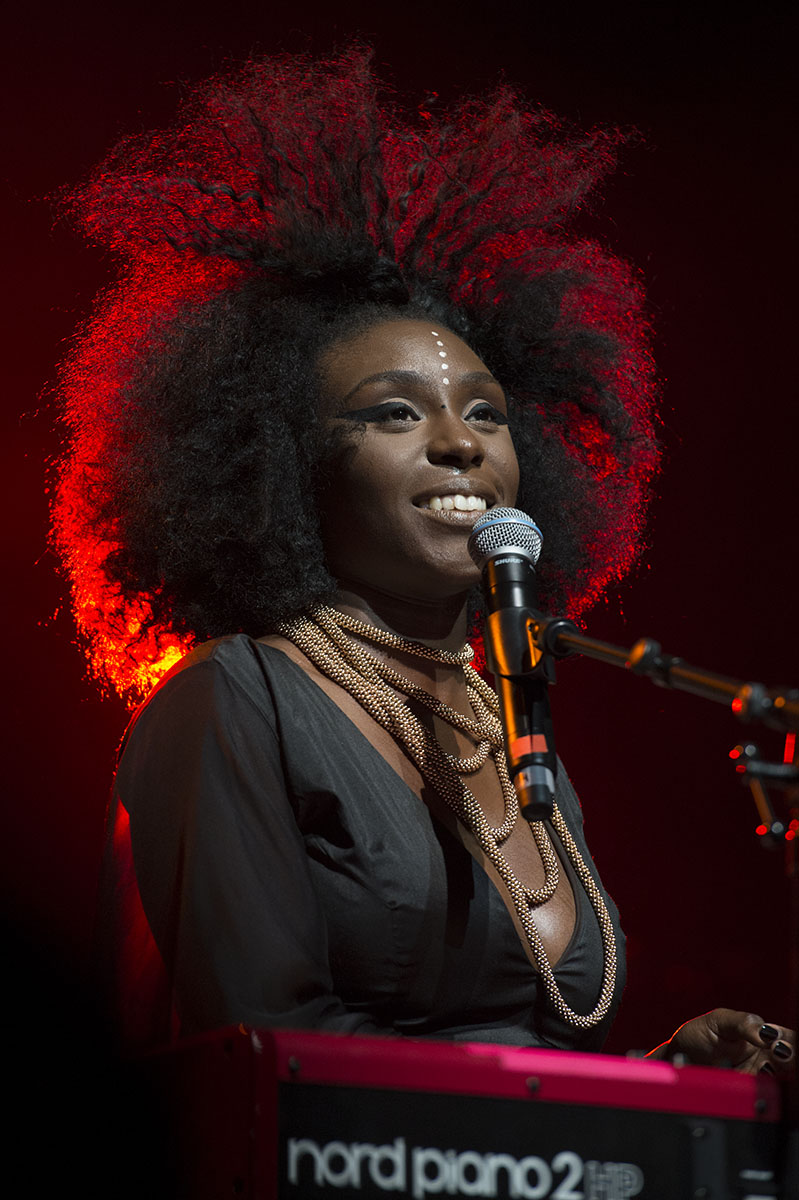
Laura Mvula en un concierto en Suiza en 2014.

Además de sus clases sobre instrumentación clásica en la escuela, Mvula asistía a ensayos de orquesta los fines de semana. Asimismo, tocaba música de iglesia y góspel y realizaba actuaciones musicales en el coro de una iglesia pentecostal en la que Elford era el líder de adoración. En su infancia temprana, Mvula también comenzó a escribir canciones junto con una prima y era una aficionada de la música jazz, soul y blues, de artistas como Nina Simone, Jill Scott, Erykah Badu, Lauryn Hill y de la banda Eternal, que considera como una de sus mayores influencias. La película musical Mary Poppins, cuya canción «Stay Awake» le encantaba mucho y solía cantar con sus hermanos, también la inspiró hacer música. De adolescente, Mvula, James y Dionne integraron una banda llamada The Douglas String Trio, dirigida por Elford, y realizaban presentaciones musicales en bodas y reuniones. Mvula y Dionne tocaban el violín y James el celo. A la edad de quince años, Mvula se unió a la exitosa banda de música a capela Black Voices establecida por su tía Carol Pemberton. Junto con la banda, enseñó a varios niños de diferentes escuelas a mejorar sus habilidades musicales. En esa época, formó la agrupación de música neo soul Judyshouse, en la que actuó como la vocalista principal, y se matriculó en la carrera de Composición en el Conservatorio de Birmingham, en la Universidad de Birmingham City, estudios que finalizó en 2008. Mvula realizó múltiples actuaciones musicales por países como Italia con una banda en la universidad. En 2009, se casó con Themba Mvula, un barítono zambiano, y en aquel entonces, sufría con tristeza el divorcio de sus padres. Su esposo la animó a canalizar la separación de sus padres en la música, e inspirada por dicho acontecimiento, escribió canciones como «Father, Father» de su álbum debut, Sing to the Moon. Junto con Themba fungió como directora del Lichfield Gospel Choir, un coro fundado por Black Voices y el festival de Lichfield en 2009.
Después de graduarse en la universidad, Mvula trabajó como profesora suplente de música en una escuela secundaria en Birmingham, y para ese entonces comenzó a escribir canciones en su computadora portátil. En 2012, mientras trabajaba como recepcionista para la Orquesta Sinfónica de la Ciudad de Birmingham, envió dos demos a varios gerentes de la industria de la música. Uno de ellos, Steve Brown, escuchó las canciones y las envió a su mánager, Kwame Kwaten, quien más tarde se convirtió en representante de Mvula. Ella firmó un contrato de grabación con RCA Records, una filial de la compañía Sony, en mayo de 2012, y comenzó a trabajar en su álbum debut con Brown, quien produjo en su totalidad Sing to the Moon, un álbum con un sonido orquestal. Mvula hizo su debut en vivo a principios de octubre de 2012 como telonera de Rebecca Ferguson en el festival de música de iTunes en Londres, y un mes después, publicó su EP debut, She. Para finales de 2012, Mvula se volvió popular en su patria y logró llamar la atención de la industria musical y de los críticos británicos, al quedar en el cuarto lugar en la encuesta Sound of 2013, realizada por BBC, y al figurar entre los nominados al galardón elección de los críticos en los Brit Awards de 2013. El 1 de febrero de 2013, Mvula realizó su primer espectáculo de televisión en el programa británico The Graham Norton Show, de BBC One, con su canción «Green Garden», que lanzó a finales del mismo y tuvo cierto éxito en Reino Unido, donde se situó entre las 40 principales en el listado de sencillos británica, su canción más notoria en referida lista de popularidad. A principios de marzo, Mvula se embarcó en una gira de conciertos por Reino Unido como telonera de Jessie Ware, en la que tuvo la oportunidad de promocionar sus obras en ciudades como Londres, Glasgow y Mánchester.

### Sing to the Moon

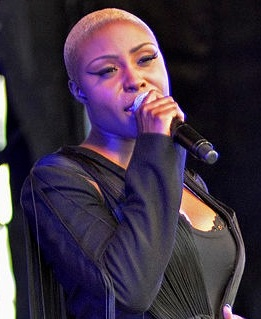
Mvula en el festival de Glastonbury de 2013.

Con cierto éxito en su país natal, el 4 de marzo de 2013, Mvula publicó su álbum de estudio debut Sing to the Moon  y agradó al público británico al ingresar en el puesto 9 en la lista de álbumes en su semana de estreno. Sing to the Moon se vendió exitosamente en Reino Unido y recibió la certificación de oro, premio que le concedió la British Phonographic Industry (BPI) por la venta de cien mil de copias. El álbum recibió elogios de la crítica, como Neil McCormick, del periódico The Telegraph, que lo llamó «uno de los estrenos más llamativos y originales de cualquier artista británico en muchos años», y generó múltiples nominaciones a la artista en diferentes ceremonias de premiación, incluyendo los Mobo Awards de 2013, donde ganó los reconocimientos mejor artista femenina y mejor artista de R&B o soul, y los Brit Awards de 2014, Mvula fue candidata a los galardones artista revelación británico y solista británico femenino, respectivamente. Asimismo, Sing to the Moon figuró entre los nominados al Mercury Prize, mejor álbum en los Ivor Novello Awards.
A finales de marzo de 2013, Mvula publicó «That's Alright» como un sencillo de Sing to the Moon, y para promover el disco, realizó una serie de conciertos por Reino Unido entre abril y mayo, y una presentación en el festival de Glastonbury en junio. Luego de haber apoyado a Prince en un concierto en Estocolmo, Suecia en agosto, Mvula se embarcó en una gira de conciertos por América de Norte en septiembre, y para finales del mismo mes inició la etapa europea de la gira en la ciudad británica de Edimburgo, y antes de culminar el 13 de octubre en Belfast, actuó en la capital irlandesa. En marzo de 2014, Mvula grabó una versión orquestal de Sing to the Moon en colaboración con la orquesta neerlandesa Metropole Orkest, conducida por el director de orquesta británico Jules Buckley. Laura Mvula with Metropole Orkest conducted by Jules Buckley at Abbey Road Studios se lanzó como descarga digital en junio a través de Bowers & Wilkins' Society of Sound y luego en agosto se estrenó la versión en físico, que fue bien acogida por el público británico y neerlandés. El 19 de agosto, Mvula presentó las canciones del álbum orquestal en la sala de conciertos Royal Albert Hall en Londres junto a la Metropole Orkest, conducida por Jules Buckley.

### The Dreaming Room
A principios de 2016, Mvula publicó «Overcome»,  una colaboración con Nile Rodgers, como el primer sencillo de su segundo álbum, The Dreaming Room que lanzó el 17 de junio de 2016. La obra mezcla los géneros jazz y góspel, y tuvo una buena respuesta de la crítica. Aunque, no fue demasiado bien recibido comercialmente, tras posicionarse en la número 21 en el ranking de popularidad de álbumes de Reino Unido, el segundo disco de la cantante entre los 40 principales. Mvula fue nominada al Mercury Prize por The Dreaming Room, un reconocimiento al mejor álbum británico del año, y figuró como una de las cantantes con el mayor número de nominaciones a los Mobo Awards 2016, en las categorías mejor artista femenina, mejor artista de R&B o soul, mejor álbum por The Dreaming Room y mejor videoclip por «Phenomenal Woman», respectivamente.

## Discografía
- Sing to the Moon (2013)
- The Dreaming Room (2016)
- Pink Noise (2021)